# Liste von Söhnen und Töchtern der Stadt São Luís
Die Liste von Söhnen und Töchtern der Stadt São Luís zählt Personen auf, die in der brasilianischen Stadt São Luís, der Hauptstadt des Bundesstaates Maranhão geboren wurden. Die Liste erhebt keinen Anspruch auf Vollständigkeit.

## 19. Jahrhundert
- Sotero dos Reis (1800–1871), Journalist, Dichter und Literaturhistoriker
- Maria Firmina dos Reis (1825–1917), Schriftstellerin
- Carlos Luiz d’Amour (1836–1921), römisch-katholischer Erzbischof von Cuiabá
- Artur Azevedo (1855–1908), Journalist und Schriftsteller
- Aluísio Azevedo (1857–1913), Diplomat, Schriftsteller und Zeichner
- Catulo da Paixão Cearense (1863–1946), Sänger, Komponist und Dichter
- Graça Aranha (1868–1931), Schriftsteller und Diplomat

## 20. Jahrhundert
- Antônio Mendes Vianna (1908–1976), Diplomat
- Josué Montello (1917–2006), Journalist, Theaterwissenschaftler und Schriftsteller
- Nascimento Morais Filho (1922–2009), Schriftsteller und Volkskundler
- Ferreira Gullar (1930–2016), Dichter und Schriftsteller
- Paulo Renato Rocha Santos (* 1933), Diplomat
- Turibio Santos (* 1943), Gitarrist
- Alcione (* 1947), Sängerin und Komponistin
- Tânia Maria (* 1948), Pianistin und Sängerin
- Waldir Maranhão (* 1955), Politiker
- José Sarney Filho (* 1957), Politiker
- Luís Oliveira (* 1969), Fußballspieler
- Válber da Silva Costa (* 1971), Fußballspieler
- Elpídio Barbosa Conceição (* 1974), Fußballspieler
- José Clayton (* 1974), Fußballspieler
- Alicilio Pinto Silva Junior (* 1977), Fußballspieler
- Rafael Leitão (* 1979), Schachgroßmeister
- Paulo César Rocha Rosa (* 1980), Fußballspieler
- Iziane Castro Marques (* 1982), Basketballspielerin
- Márcio Rodrigues Araújo (* 1984), Fußballspieler
- Luis Carlos dos Santos Martins (* 1984), Fußballspieler
- Léo Silva (* 1985), Fußballspieler
- Adaílson Pereira Coelho (* 1986), Fußballspieler
- Júnior Maranhão (* 1986), Fußballspieler
- Ana Paula Rodrigues Belo (* 1987), Handballspielerin
- Vanderley Dias Marinho (* 1987), Fußballspieler
- Jheimy da Silva Carvalho (* 1988), Fußballspieler
- Ananias Eloi Castro Monteiro (1989–2016), Fußballspieler
- Dyego Sousa (* 1989), Fußballspieler
- Joana de Verona (* 1989), portugiesisch-brasilianische Schauspielerin
- Richard Danilo Maciel Sousa Campos (* 1990), Fußballspieler
- Pablo Nascimento Castro (* 1991), Fußballspieler
- Deyvison Fernandes de Oliveira (* 1991), Fußballspieler
- Thiago Mendes (* 1992), Fußballspieler
- Bruno Cantanhede (* 1993), Fußballspieler
- Wanderson Maciel Sousa Campos (* 1994), Fußballspieler
- Ary Borges (* 1999), Fußballspielerin

## 21. Jahrhundert
- Camila Gomes (* 2001), Fußballspielerin